# 조사이 국제 대학
조사이 국제 대학(일본어: 城西国際大学)은 일본 지바현 도가네시에 위치한 일본의 사립 대학이다.